# 3. oklepna brigada (Združeno kraljestvo)
3. oklepna brigada (izvirno angleško 3rd Armoured Brigade) je bila oklepna brigada Britanske kopenske vojske v času druge svetovne vojne.

## Zgodovina
Brigada je bila aktivirana leta 1939 kot del 2. oklepne divizije. 8. aprila 1941 je bila razbita in zajeta v Severni Afriki.

## Sestava
- 5. kraljevi tankovski polk
- 6. kraljevi tankovski polk
- 1st King's Dragoon Guards
- 3rd Hussars